# Purple Rain Protest
Als Purple Rain Protest oder Purple Rain March (deutsch etwa: „Protest oder Marsch im violetten Regen“) wird eine polizeilich niedergeschlagene Demonstration bezeichnet, die am 2. September 1989 in Kapstadt, Südafrika stattfand.
Mehrere Tausend Anhänger des Mass Democratic Movement (MDM) hatten sich zu einem Protestmarsch in die Stadt aufgemacht, um vor dem Parlamentsgebäude gegen die Apartheid zu demonstrieren. Namensgebend für den Vorfall war ein von der Polizei eingesetzter Wasserwerfer, der mit violettem Farbstoff versetzt war. Die Demonstranten wurden schließlich mit Tränengas auseinandergetrieben, es kam in direkter Folge zu zahlreichen Festnahmen.

## Politische Situation

Zeichnung eines WC-Schilds in Südafrika, nach Rassen getrennte Benutzung öffentlicher Toiletten

Von Mitgliedern der United Democratic Front (UDF), die wegen des gegen die Organisation erlassenen Verbots im Mass Democratic Movement (MDM) aktiv wurden, erging im August 1989 der Aufruf zur gewaltfreien Ungehorsam-Kampagne (analog zur Defiance Campaign in den 1950er Jahren) gegen die Apartheidgesetze und zur öffentlichen Artikulierung ihrer Forderungen an die Regierung. Als Sprecher dieser Bewegung trat Mohammed Valli Moosa auf. Diesem Aufruf schlossen sich Desmond Tutu, Frank Chikane und Allan Boesak an. Ein Treffen von 11 Lehrerorganisationen im August führte zu einer weiteren Solidarisierung mit dem MDM und den geplanten Aktionen. Weitere, spezielle Aktionen an Krankenhäusern, unter ehemaligen politischen Häftlingen, auf touristisch genutzten Stränden (Schwerpunkt Bloubergstrand) und im Busverkehr verbreiteten sich zu dieser Zeit im ganzen Land.
Es wurde zu Protestmärschen aufgerufen, die sich gegen die bevorstehende Amtseinführung von Frederik Willem de Klerk als Staatspräsident richteten. Im August zog Desmond Tutu mit 150 Kirchenmitgliedern durch Kapstadt und wurde von einer weiblichen Polizeieinheit gestoppt. Dieser adressierte danach an den Polizeiminister Adriaan Vlok eine öffentliche Warnung vor einem größeren Desaster, weil zuvor eine auf Initiative kirchlicher Aktivisten organisierte Demonstration von der Polizei mit Tränengas angegriffen wurde. Das MDM verfasste Anfang September einen weiteren Aufruf zu Protestaktionen gegen die einige Tage später angesetzten Parlamentswahlen. Diesem Vorhaben schloss sich der Gewerkschaftsverband Congress of South African Trade Unions (COSATU) an. Weitere Organisationen folgten, darunter das National Council of Trade Unions sowie das Black Consciousness Movement und Pan-Africanist Movement. Die Aktionen waren für den 5. und 6. sowie 12. September geplant. Seit August 1989 hielt diese angespannte Situation durch größere Straßenaktionen an und versetzte einige Städte in Ausnahmesituationen.
Erst in den 1980er Jahren zeigte die Regierung Südafrikas den ersten Willen, die international geächtete Rassendiskriminierung zu beenden. Seit 1985 Jahre kam es schließlich vermehrt zu größeren Kundgebungen und Demonstrationen gegen die Politik der regierenden Nasionale Party.

## Ablauf des Marsches
Am 2. September 1989 kam es in Kapstadt zu einem Massenprotest gegen die Rassenpolitik der Regierung. Die Demonstration verlief vorerst sehr friedlich. Die Teilnehmer setzten aber schließlich zu einem Protestmarsch an und bewegten sich über die Adderley Street auf das südafrikanische Regierungsgebäude zu. Die Polizei forderte die Demonstranten mehrfach per Lautsprecher auf, sich zu zerstreuen und dem Protestmarsch umgehend zu beenden. Die Teilnehmer der Kundgebung ignorierten die Anweisungen und setzten ihr Weg fort.
Im Anschluss ließ die Polizei einen Wasserwerfer einsetzen. Das Fahrzeug verwendete erst kurze Zeit lang klares Wasser, dann wurde plötzlich ein Farbstoff zugemischt und der Werfer verschoss eine dunkelviolette Lösung. Der gewünschte Erfolg blieb weitgehend aus, verhältnismäßig wenige Demonstranten ergriffen die Flucht. Viele knieten sich aber stattdessen auf die Straße um eine Blockade zu errichten. Auch als die Düsen der Wasserwerfer auf sie gerichtet wurden, wichen viele der Demonstrationsteilnehmer nicht von der Stelle. Einige fliehende Personen wurden von der Wucht des Wasserstrahls zu Boden gerissen. Zahlreiche Menschen suchten auch Deckung, vor allem die Passanten, die sich zufällig in der Adderley Street aufhielten und gar nicht am Protestmarsch teilnahmen. Eine später in den Medien häufig ausgestrahlte Szene zeigte ein junges Ehepaar, das mit seinem Kinderwagen in letzter Sekunde vor dem Wasserstrahl in ein Geschäft flüchtete. Der Werfer wurde nicht nur zum Auseinandertreiben der Menge genutzt, sondern sprühte die Farbe teilweise auch wie einen Regen über die Demonstrationsteilnehmer, um sie für folgende Festnahmen zu markieren. Die Bilder, die in den nächsten Tagen weltweit in der Presse gezeigt wurden, führten zur Bezeichnung „Purple Rain Protest“. Schließlich wurde von der südafrikanischen Polizei auch Tränengas eingesetzt. Die Menge hatte sich in großen Teilen nicht von dem Wasserwerfer einschüchtern lassen. Die Adderley Street in Kapstadt wurde für den Verkehr gesperrt. Die meisten Läden und Geschäfte schlossen umgehend ihre Türen.
Es kam in direkter Folge zu mehreren hundert Festnamen durch die Polizei. Darunter waren auch mehrere südafrikanische Prominente, wie der Pastor Allan Boesak, der Religionswissenschaftler Charles Villa-Vicencio, der Jurist Essa Moosa und Rev. Pierre van den Heever, ein Mitglied des Südafrikanischen Kirchenrates.
Ob es im Rahmen des Einsatzes zu verletzten Personen kam, wurde nicht bekanntgegeben.

## Nachwirkungen und Aufarbeitung

### Verursachte Schäden
Gebäude wurden von der Farbe vor allem in Mitleidenschaft gezogen, weil einige Demonstranten gezielt versuchten, den Werfer in deren Richtung zu lenken. Die Masse hatte wider Erwarten schnell begriffen, dass von dem Farbstoff keine Gefahr ausging.
- Einem Demonstranten gelang es, auf das Dach des Wasserwerfer-Fahrzeugs zu klettern. Er versuchte die Düse mit den Händen von der Menge wegzudrehen. Dabei wurden mehrere weiße Bürogebäude neben dem Greenmarket Square vier Stockwerke hoch mit dem lila Farbstoff besprüht.[12]
- Das kapstädtische Hauptquartier der Nationalen Partei von Südafrika wurde ebenfalls teilweise eingefärbt.[13]
- Auch das historische Stadthaus, ein nationales Denkmal und Kulturerbe in Südafrika, war massiv betroffen.
- Abgesehen von den Auswirkungen der Farbe, zerstörte der Wasserwerfer auch mehrere Fenster der Central Methodist Church.[14]

### Der Farbstoff
Mit dem Färben des Wassers beabsichtigten die südafrikanischen Sicherheitskräfte einerseits einen psychologischen Effekt. Das Gemisch sollte die Demonstration wirkungsvoll auflösen, da der unbekannte Farbstoff eine vergleichsweise abschreckendere Wirkung haben würde. Dieses Ziel wurde beim Purple Rain Protest aber nicht im erhofften Maß bewirkt, denn nur ein sehr geringer Teil der demonstrierenden Menge ließ sich davon einschüchtern. Zum anderen war es durch die Farbe bei der direkten Aufarbeitung des Marsches durch die Sicherheitskräfte leicht möglich, die Teilnehmer der Demonstration zu identifizieren.
Die Zusammensetzung, bzw. die Art des Färbemittels wurde nicht bekanntgegeben. Die Polizei gab an die Presse weiter, dass es sich um eine „harmlose Substanz“ handle, die ins Wasser gemischt worden war. Von Haut und Kleidung sei sie leicht mit Wasser und Seife abzuwaschen. Für Hauswände, die von dem Farbstoff in Mitleidenschaft gezogen wurden, empfahl man eine Mischung aus einem Teil Salzsäure auf 100 Teile Wasser. Damit ließen sie sich problemlos reinigen, anschließend sollte man mit Wasser nachspülen.

## Pressestimmen
What about the purple people? Not only has the government messed up with the tricameral system, now their police have created another problem. They, the government, have made 'provision' for the so-called coloureds and Indians - how are they going to accommodate the 'purple people? Perhaps the next time they use their water cannon, they would like to consult with their voters as to which colour is fashionable.

„Was ist nun mit dem Lila Volk? Nicht nur, dass die Regierung das Dreikammerparlament in Chaos gestürzt hat, nun hat auch die Polizei noch ein weiteres Problem geschaffen. Die Regierung, sie hat für die sogenannten Farbigen und Inder "Vorsorge" getroffen – Wird sie das Lila Volk nun unterbringen lassen? Wenn sie das nächste Mal ihren Wasserwerfer benutzt, sollte sie sich vorher mit ihren Wählern absprechen, welche Farbe gerade in Mode ist.“

Who's going to pay for the city's day of purple spray? As the controversy continues over who is to pay for the clean-up of buildings, streets, cars and clothing sprayed purple by police during Saturday's Mass Democratic Movement's attempted march to parliament, police announced that they would release details of the effects of the dye.

„Wer wird für den Tag des lila Regens in dieser Stadt die Rechnung tragen? Während die Kontroverse darüber weitergeht, wer für die Sanierung von Gebäuden, Straßen, Autos und Kleidungsstücken bezahlen soll, die während des versuchten Marsches des Mass Democratic Movement zum Parlament am Samstag lila angesprüht wurden, kündigte die Polizei an, Einzelheiten über die Auswirkungen des Farbstoffs zu veröffentlichen.“

## Rezeption
Das Ereignis vom 2. September 1989 fand wiederholt Rezeption mit künstlerischen Mitteln, teilweise unter Bezugnahme auf andere historische Ereignisse. Beispielsweise wurde die Forderung „The people shall govern“ (deutsch: „Das Volk soll regieren“) aus der vom Congress of the People 1955 formulierten Freedom Charter in „The Purple Shall Govern“ transformiert. Mit diesem erneuten Anspruch gab es in Kapstadt zeitgenössische Graffiti am Folgetag des Ereignisses und in späteren Streetart-Projekten.

## Sonstiges
Farbe in Wasserwerfern wurde und wird in anderen Ländern gegen Protestierende gelegentlich eingesetzt. Die große Medienaufmerksamkeit des Purple Rain Protests wurde diesbezüglich aber nie mehr übertroffen. Unter anderem wurde im Jahr 2011 in Uganda ein rosa Farbstoff verwendet. In Hongkong benutzte die Polizei bei den Protesten von 2019 einen blauen Farbstoff.